# Karl-Heinz Bendt

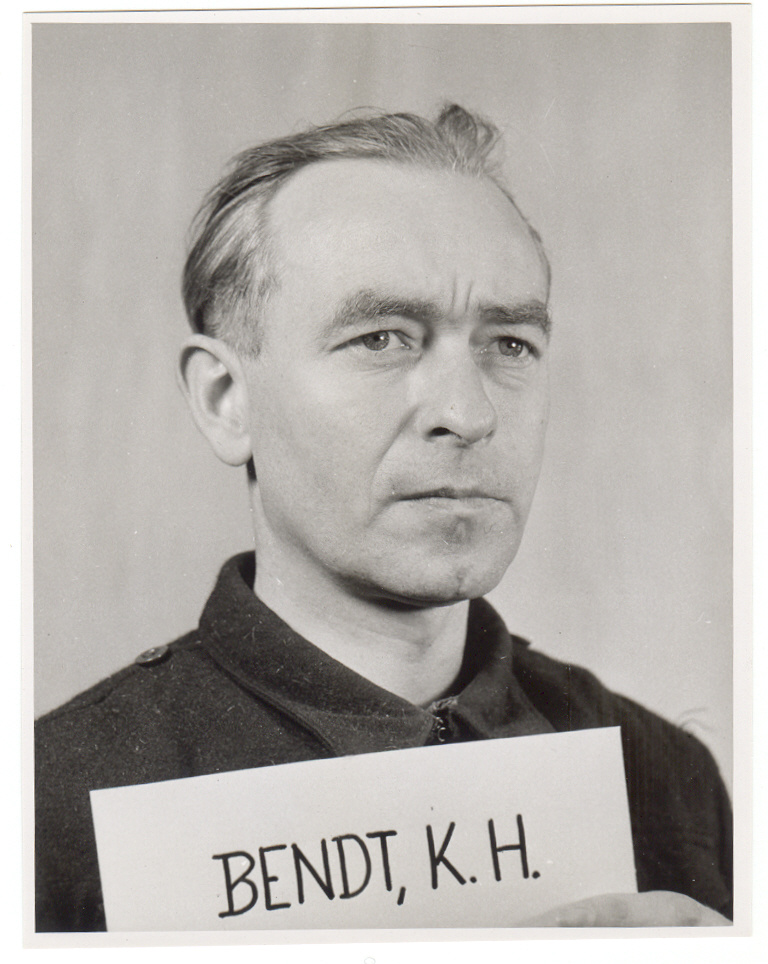
Karl-Heinz Bendt als Zeuge bei den Nürnberger Prozessen

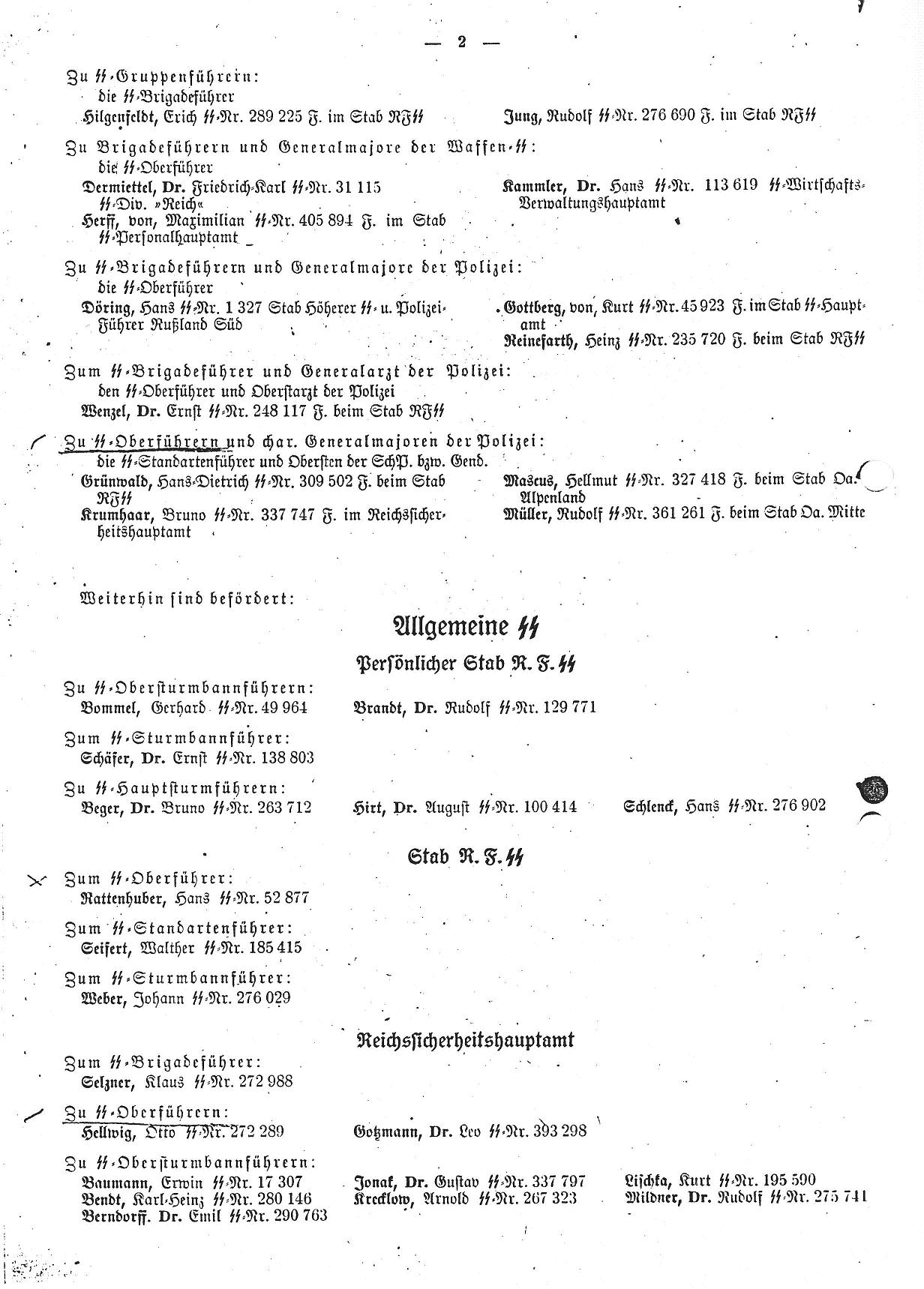
Beförderung zum SS-Obersturmbannführer an Hitlers Geburtstag 1942 im SS-Verordnungsblatt

Karl-Heinz Bendt (* 8. Juli 1908 in Jevenstedt; † 27. September 1992) war ein deutscher SS-Offizier.

## Leben und Wirken
Bendt trat zum 1. November 1929 in die NSDAP (Mitgliedsnummer 167.655) und zum 16. November 1936 in die SS (SS-Nummer 280.146) ein, in der er dem Sicherheitsdienst (SD) zugeteilt wurde.
Während des Zweiten Weltkriegs amtierte Bendt vom 21. Juni 1941 bis zum 15. Januar 1944 als Leiter des SD-Leitabschnitts Breslau. In dieser Stellung hielt Bendt seine schützende Hand über seinen Jugendfreund Berthold Beitz, als dieser im Winter 1942 denunziert wurde, Polen „zu gut“ behandelt und Juden zur Ausreise aus dem deutschen Herrschaftsgebiet verholfen zu haben, indem er eine beim Leitabschnitt eingegangene Anzeige, die diese Vorwürfe enthielt, im Beisein von Beitz vernichtete. Von 1941 bis 1943 fungierte er auch als Gaustudentenführer Niederschlesien, geschäftsführend vertreten vom SS-Hauptsturmführer Gerhard Cellbrot.
Später führte Bendt vom 15. Januar 1944 bis 1945 den SD-Leitabschnitt Düsseldorf.
Zum Ende des Zweiten Weltkriegs geriet Bendt in alliierte Kriegsgefangenschaft. In der Folge wurde er als Zeuge im Rahmen der Nürnberger Prozesse verhört. Um 1949 wurde Bendt von Berthold Beitz aus der Internierung befreit, der ihm später eine Stellung bei Krupp in Brasilien verschaffte.
Nach der Gründung der Bundesrepublik trat Bendt in die Freie Demokratische Partei (FDP) ein, für die er in Anknüpfung an seine SD-Erfahrungen einen Nachrichtendienst organisierte. Außerdem amtierte er in den 1950er Jahren als FDP-Kreisvorsitzender von Jülich.

## Beförderungen
- 16. November 1936: SS-Obersturmführer
- 11. September 1938: SS-Hauptsturmführer
- 30. Januar 1939: SS-Sturmbannführer
- 20. April 1942: SS-Obersturmbannführer